# Марко Ивезић
Марко Ивезић (2. децембар 2001) српски је фудбалер који тренутно наступа за Холштајн Кил.

## Каријера
Ивезић је прошао омладинску школу Вождовца и првом тиму прикључен као фудбалер који покрива више позиција у везном и одбрамбеном делу терена. Дебитовао је 3. марта 2021, у победи над екипом ОФК Бачке из Бачке Паланке, ушавши у игру са клупе за резервне фудбалере. До краја такмичарске 2020/21. забележио је још неколико наступа у Суперлиги Србије, док је у четвртини финала Купа одиграо свих 90 минута против Партизана. У јуну исте године потписао је професионални уговор са матичним клубом у трајању од три године. Убрзо се усталио у првој постави те је као фудбалер који задовољава услов бонус играча до краја првог дела сезоне у домаћем првенству наступио 19 пута. Свој први погодак у суперлигашком такмичењу постигао је у победи над Војводином 7. децембра 2021. резултатом 3 : 1. Погодио је и на гостовању Младости у Лучанима, док је у доигравању исте сезоне поново постигао гол против Војводине. У јуну 2023. године потписао је за Холштајн Кил.

## Репрезентација
Ивезић је у марту 2022. добио позив Горана Стевановића да се прикључи младој репрезентацији Србије. Дебитовао је у квалификацијама за Европско првенство, против Северне Македоније, крајем истог месеца. Наступио је и на свим преосталим сусретима у групи. Селектор Драган Стојковић позвао га је у састав сениорске репрезентације за пријатељску утакмицу са екипом Сједињених Америчких Држава у јануару 2023. На том сусрету је дебитовао ушавши у игру уместо стрелца првог поготка за Србију, Луке Илића, током другог полувремена.

## Статистика

### Клупска
Ажурирано 22. фебруара 2024.
|              |          |                  |    |   |   |   |   |   |   |   |    |   |  |  |
| Вождовац     | 2020/21. | Суперлига Србије | 5  | 0 | 1 | 0 | — | — | — | — | 6  | 0 |  |  |
| Вождовац     | 2021/22. | Суперлига Србије | 34 | 3 | 1 | 0 | — | — | — | — | 35 | 1 |  |  |
| Вождовац     | 2022/23. | Суперлига Србије | 29 | 0 | 1 | 0 | — | — | — | — | 30 | 0 |  |  |
| Вождовац     | Укупно   | Укупно           | 68 | 3 | 3 | 0 | — | — | — | — | 71 | 3 |  |  |
|              |          |                  |    |   |   |   |   |   |   |   |    |   |  |  |
| Холштајн Кил | 2023/24. | 2. Бундеслига    | 20 | 0 | 2 | 0 | — | — | — | — | 22 | 0 |  |  |
|              |          |                  |    |   |   |   |   |   |   |   |    |   |  |  |
| Каријера     | Каријера | Каријера         | 88 | 3 | 4 | 0 | — | — | — | — | 92 | 3 |  |  |
|              |          |                  |    |   |   |   |   |   |   |   |    |   |  |  |

### Утакмице у дресу репрезентације
| Репрезентација Србије у узрасту до 21 године старости | Репрезентација Србије у узрасту до 21 године старости | Репрезентација Србије у узрасту до 21 године старости | Репрезентација Србије у узрасту до 21 године старости | Репрезентација Србије у узрасту до 21 године старости | Репрезентација Србије у узрасту до 21 године старости | Репрезентација Србије у узрасту до 21 године старости | Репрезентација Србије у узрасту до 21 године старости | Репрезентација Србије у узрасту до 21 године старости | Репрезентација Србије у узрасту до 21 године старости |
| #                                                     | Датум                                                 | Такмичење                                             | Локација                                              | Домаћин                                               | Резултат                                              | Гост                                                  | Гол                                                   | Реф.                                                  |                                                       |
| ----------------------------------------------------- | ----------------------------------------------------- | ----------------------------------------------------- | ----------------------------------------------------- | ----------------------------------------------------- | ----------------------------------------------------- | ----------------------------------------------------- | ----------------------------------------------------- | ----------------------------------------------------- | ----------------------------------------------------- |
| 1.                                                    | 24. март 2022.                                        | Квалификације за Европско првенство                   | Стадион Тржни центар, Вождовац                        | Србија                                                | 2 : 1                                                 | Северна Македонија                                    |                                                       | [ 15 ]                                                |                                                       |
| 2.                                                    | 29. март 2022.                                        | Квалификације за Европско првенство                   | ТСЦ академија, Бачка Топола                           | Србија                                                | 2 : 0                                                 | Јерменија                                             |                                                       | [ 23 ]                                                |                                                       |
| 3.                                                    | 2. јун 2022.                                          | Квалификације за Европско првенство                   | Алпски стадион, Гренобл                               | Француска                                             | 2 : 0                                                 | Србија                                                |                                                       | [ 24 ]                                                |                                                       |
| 4.                                                    | 7. јун 2022.                                          | Квалификације за Европско првенство                   | Стадион у Клаксвику                                   | Фарска Острва                                         | 1 : 1                                                 | Србија                                                |                                                       | [ 25 ]                                                |                                                       |
| 4                                                     | Укупан број утакмица и постигнутих погодака           | Укупан број утакмица и постигнутих погодака           | Укупан број утакмица и постигнутих погодака           | Укупан број утакмица и постигнутих погодака           | Укупан број утакмица и постигнутих погодака           | Укупан број утакмица и постигнутих погодака           | 0                                                     | [ 5 ]                                                 |                                                       |

| Фудбалска репрезентација Србије | Фудбалска репрезентација Србије             | Фудбалска репрезентација Србије             | Фудбалска репрезентација Србије             | Фудбалска репрезентација Србије             | Фудбалска репрезентација Србије             | Фудбалска репрезентација Србије             | Фудбалска репрезентација Србије | Фудбалска репрезентација Србије | Фудбалска репрезентација Србије |
| #                               | Датум                                       | Такмичење                                   | Локација                                    | Домаћин                                     | Резултат                                    | Гост                                        | Гол                             | Реф.                            |                                 |
| ------------------------------- | ------------------------------------------- | ------------------------------------------- | ------------------------------------------- | ------------------------------------------- | ------------------------------------------- | ------------------------------------------- | ------------------------------- | ------------------------------- | ------------------------------- |
| 1.                              | 26. јануар 2023.                            | Пријатељска утакмица                        | Стадион Бенк оф Калифорнија, Лос Анђелес    | САД                                         | 1 : 2                                       | Србија                                      |                                 | [ 17 ]                          |                                 |
| 1                               | Укупан број утакмица и постигнутих погодака | Укупан број утакмица и постигнутих погодака | Укупан број утакмица и постигнутих погодака | Укупан број утакмица и постигнутих погодака | Укупан број утакмица и постигнутих погодака | Укупан број утакмица и постигнутих погодака | 0                               | [ 26 ]                          |                                 |